# Stanislaw, uma História sem Final
Stanislaw, uma História sem Final é um samba enredo da escola de samba carioca Acadêmicos de Santa Cruz de 1989 em uma homenagem ao jornalista e escritor Sérgio Porto. Foi composto em 1988 por Nei, Daguinho, Edinho e Cuca e puxado pelo intérprete Marcos Moran. Serviu de hino para o carnaval de 1989 da escola.